# Província de Satsuma
Satsuma (薩摩国; -no Kuni) va ser una província del Japó que actualment constitueix la part occidental de la prefectura de Kagoshima, a l'illa de Kyūshū. La seva abreviatura és Sasshū (薩州).
Durant el període Sengoku, Satsuma va ser un feu del daimyo del clan Shimazu, que va governar la major part de Kyūshū des del seu castell a la ciutat de Kagoshima.
Satsuma va ser una de les províncies principals que es va oposar al Shogunat Tokugawa a mitjans del segle xix. A causa d'això, l'oligarquia que va arribar al poder després de la Restauració Meiji de 1868 va tenir una forta representació de la província de Satsuma, amb líders com Toshimichi Ōkubo i Saigō Takamori, que van ocupar llocs claus del govern. El 1871 amb l'abolició del sistema han i la instauració de les prefectures després de la Restauració Meiji, les províncies de Satsuma i Osumi es va unir per formar l'actual prefectura de Kagoshima, i la província va ser escenari de la darrera revolta dels samurais contra l'emperador Meiji, la rebel·lió de Satsuma.
Satsuma és coneguda per la seva producció de moniatos 薩摩芋 (satsumaimo).